# Hemiarthrus abdominalis
Hemiarthrus abdominalis is een pissebed uit de familie Bopyridae. De wetenschappelijke naam van de soort is voor het eerst geldig gepubliceerd in 1840 door Henrik Nikolai Krøyer.